# Lago Pyramid (contea di Los Angeles, California)
Il lago Pyramid è un bacino idrico formato dalla diga Pyramid sul torrente Piru nelle montagne di San Emigdio, vicino a Castaic, nel sud della california.

## Storia
La diga in terra e roccia di 118 metri fu costruita dalla California Department of Water Resources e completata nel 1973. Il lago Pyramid fa parte dell'acquedotto della California, che fa parte del California State Water Project. Il deflusso va a valle del lago Castaic, che è il capolinea di questa linea di acquedotto del ramo ovest.
Pyramid e Castaic fungono da serbatoi superiori e inferiori per la centrale elettrica di Castaic; una centrale idroelettrica di accumulo pompato da 1.495 megawatt. È il lago più profondo del sistema della California Water Project. Il lago prende il nome da una roccia a forma piramidale scavata dagli ingegneri che costruirono l'autostrada US Route 99. La roccia è ancora presente direttamente di fronte alla diga.

### Attività

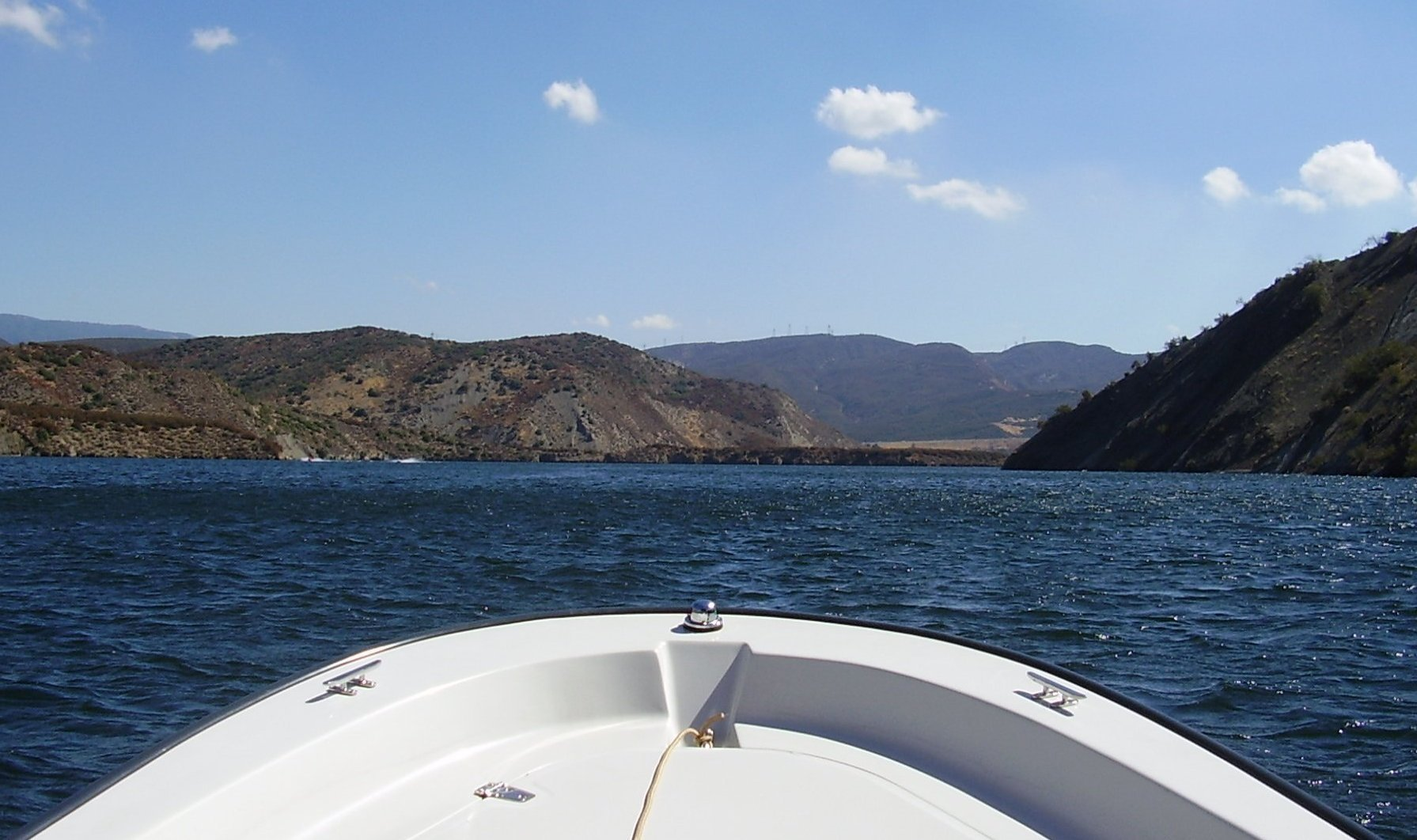
Vista a sud verso la diga Pyramid dalla barca.

Il lago Pyramid offre gite in barca, pesca, jet ski e aree picnic (inclusi 5 siti unici accessibili solo in barca).
La pesca è consentita da ogni luogo intorno al lago. È possibile catturare pesci come spigole a bocca larga, spigole a bocca piccola, spigole a strisce, pomoxis e alcune trote. L'Office of Environmental Health Hazard Assessment (OEHHA) della California ha sviluppato un avviso per un'alimentazione sicura per i pesci catturati a Putah Creek sulla base dei livelli di mercurio o PCB presenti nelle Specie locale.

## Geografia

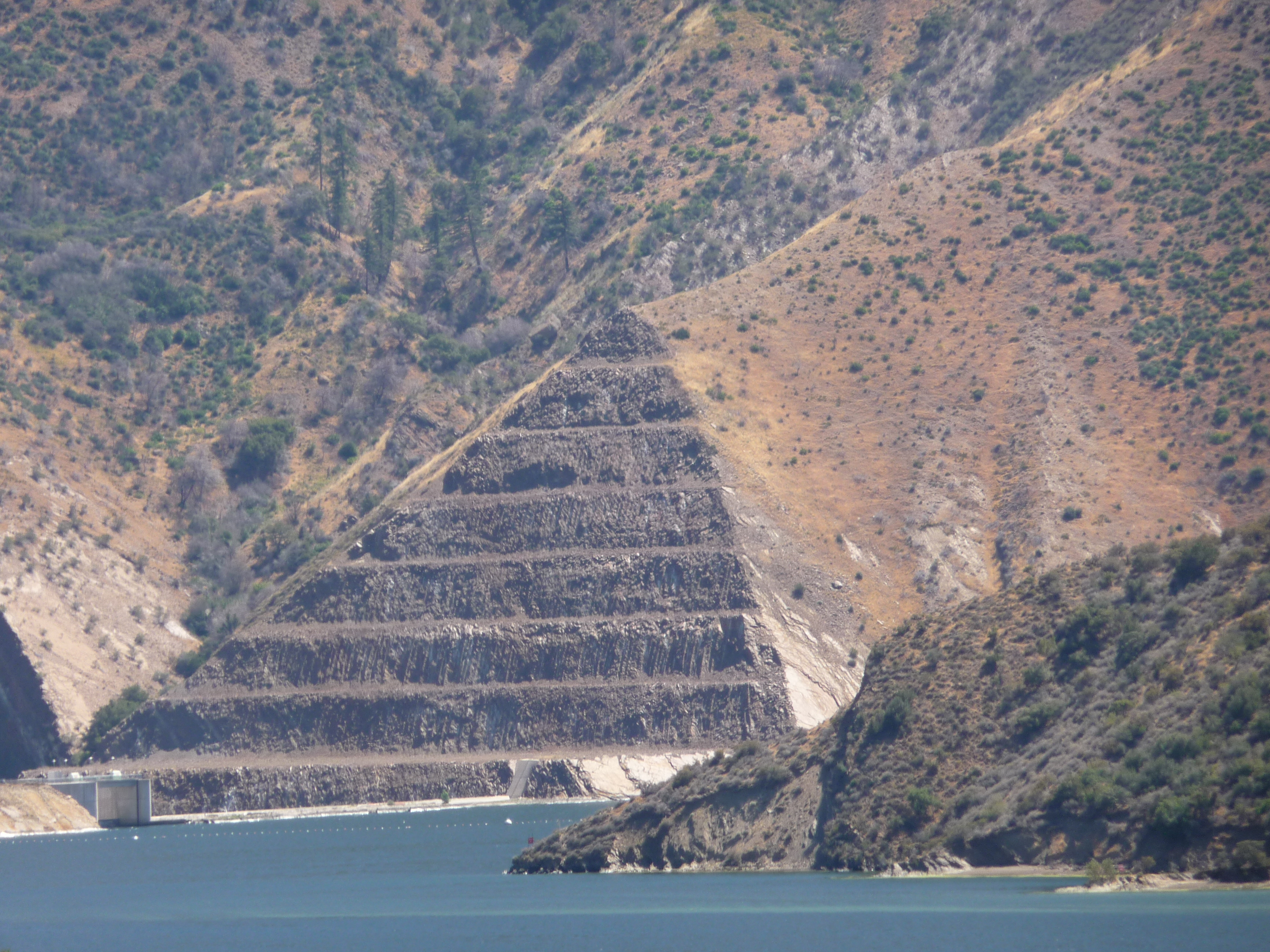
Lavori al lago Pyramid.

Il lago Pyramid è il lago più profondo del sistema della California Water Project, costruito lungo le ripide pareti del canyon che circondano il torrente Piru.
Il bacino idrico di 220.000.000 m³ si trova al confine tra la foresta nazionale di Angeles e la foresta nazionale di Los Padres, nella parte nord-occidentale della contea di Los Angeles.

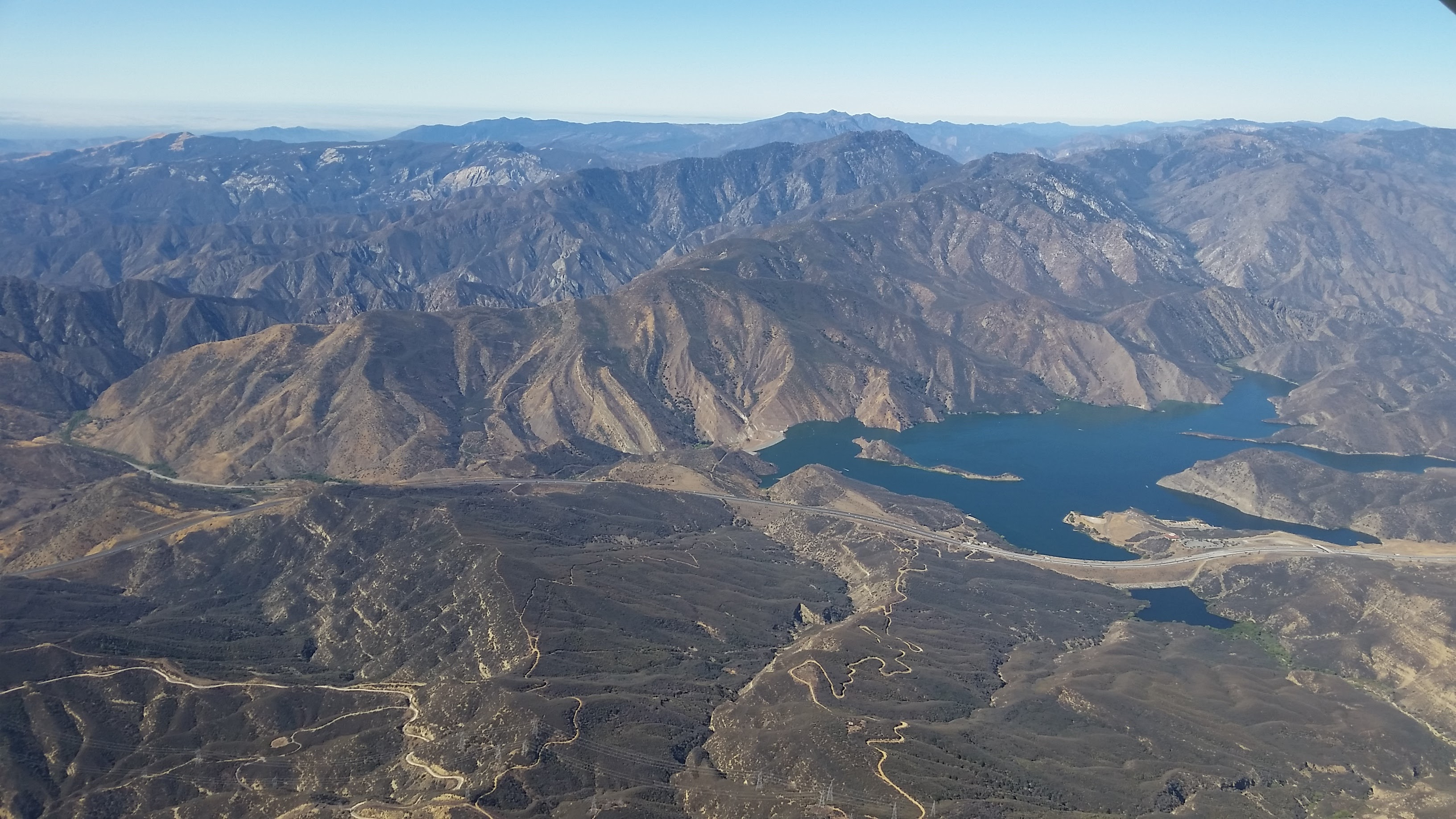
Il lago Pyramid visto dall'alto con l'oceano Pacifico in lontananza.

Appena sotto la diga, il torrente Piru scende attraverso i monti Topatopa per confluire nel bacino idrico del lago Piru e più tardi nel fiume Santa Clara. Le pompe trasportano l'acqua dal lago Pyramid al lago Castaic, che è il capolinea del ramo ovest dell'acquedotto. Pyramid e Castaic fungono da serbatoi superiori e inferiori per una centrale idroelettrica di stoccaggio pompato da 1.495 MW.

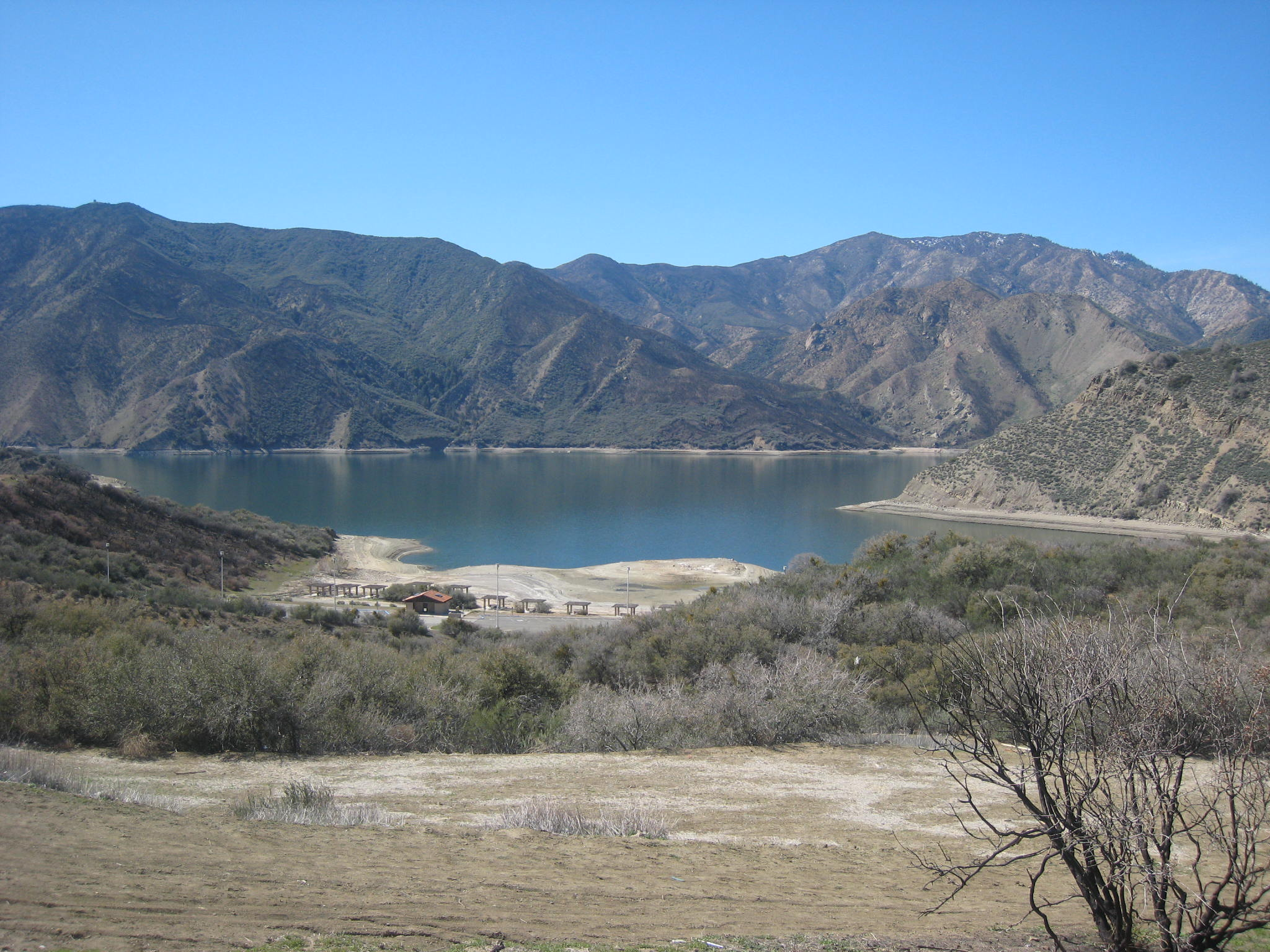
Lago Pyramid e le montagne di San Emigdio.